# Gás de xisto

Estimativas dsponíveis sobre as reservas de gás de xisto em 48 grandes bacias (38 países), segundo a Energy Information Administration (EIA).
Bacias com recursos estimados
Bacias com recursos não estimados
Países estudados
Países não estudados

O gás de xisto ou gás não-convencional é um gás natural encontrado no interior de um tipo poroso de rocha sedimentar denominado xisto argiloso. Basicamente, possui a mesma composição química do petróleo, porém seu invólucro e modo de produção são diferentes.
Comprimido no interior da rocha sedimentar porosa, o gás de xisto é explorado através de uma tecnologia denominada fraturamento hidráulico: uma técnica que utiliza as fraturas produzidas pela alta pressão hidráulica e introdução de água, areia e uma mistura de produtos químicos, sendo alguns tóxicos, no interior do reservatório, o que permite que o gás flua e seja extraído. Tal precisão requer uma tecnologia avançada de fraturamento hidráulico de rochas para exploração das zonas que englobam o gás.
A extração do gás de xisto é polêmica, pois o processo de fraturamento hidráulico pode provocar a contaminação de lençóis freáticos e da água destinada ao consumo humano. O risco ambiental envolvido na extração do gás, que ocorre com a utilização de uma mistura tóxica de aproximadamente 600 produtos químicos, é considerável, e não há estudos que comprovem que a tecnologia usada na extração não ofereça riscos. Em 2014, foi anunciado o re-fracking, como um aperfeiçoamento dessa técnica que possibilitaria voltar a explorar poços antigos, já abandonados (chamados vintage), proporcionando às empresas petroleiras uma redução dos custos da ordem de 90% na exploração de gás de xisto e outros combustíveis fósseis. A extração do gás também causam terremotos.

## História do gás de xisto
O conhecimento e utilização do xisto como um recurso energético data do final do século XVIII, quando na costa leste dos Estados Unidos, com pequenas usinas que extraíam petróleo de xisto. Isto mesmo, a primeira exploração do xisto como fonte energética, foi o petróleo de xisto. Já o gás de xisto, teve seu início em 1920 na antiga União Soviética, numa região onde hoje está a Estônia, onde foram implantadas fábricas de alcatrão, benzina e gás. A cidade de Tallinn era iluminada com o gás de xisto, vindo do município Kohtla-Järve.
No Brasil, a primeira tentativa de se utilizar o xisto como fonte energética foi na cidade de Codó (MA) por Gonzaga Campos, no final do século XIX, que montou uma destilaria para fornecer gás à cidade de São Luís. Tal tentativa fracassou e após muitos anos, em 1922, São Luís foi iluminada durante quase um mês com gás, resultado do xisto processado em Codó.
Em 1881, no Vale do Paraíba, no estado de São Paulo, teve o surgimento de um empreendimento para fornecer gás à cidade de Taubaté. No começo teve algum sucesso, mas logo acabou fracassando após troca de proprietário, investimento sem retorno e deficiência técnica. Após o fracasso, o gás de xisto foi esquecido. No ano 2000, a produção americana de gás de xisto passou de zero para 1⁄4 do gás natural e deverá chegar à metade em meados de 2030, de acordo com dados do Instituto de Políticas Públicas James A. Baker, da Universidade Rice em Houston, no Texas.

## Reservas de gás não-convencional no mundo
O volume total de reservas de gás não-convencional no mundo é de aproximadamente 5 975 trilhões de pés cúbicos. Essas reservas estão geograficamente distribuídas como segue:
|                                         | Américas               | Europa          | África                | Ásia           | Oceania           |
| --------------------------------------- | ---------------------- | --------------- | --------------------- | -------------- | ----------------- |
| Países e Reservas (Trilhão pés cúbicos) | Canadá ( 388 )         | França ( 180 )  | Argélia ( 231 )       | China ( 1275 ) |                   |
| Países e Reservas (Trilhão pés cúbicos) | Estados Unidos ( 862 ) | Polônia ( 187 ) | Líbia ( 290 )         |                | Austrália ( 396 ) |
| Países e Reservas (Trilhão pés cúbicos) | México ( 681 )         |                 | África do Sul ( 485 ) |                |                   |
| Países e Reservas (Trilhão pés cúbicos) | Brasil ( 226 )         |                 |                       |                |                   |
| Países e Reservas (Trilhão pés cúbicos) | Argentina ( 774 )      |                 |                       |                |                   |
| Total Parcial                           | 2931                   | 367             | 1006                  | 1275           | 396               |
| Total                                   | Total                  | Total           | 5975                  |                |                   |

### Jazidas de xisto no Brasil
Algumas bacias sedimentares com potencial de gás não convencional no território brasileiro são Bacia do Parnaiba (xisto cretáceo da formação Codó - Maranhão), Bacia do Recôncavo, Bacia do São francisco (xisto permiano da formação Santa Brígida - Bahia), Bacia Parecis (xisto permiano da formação Irati), Bacia do Paraná (xisto permiano da formação Irati) e Bacia da Foz do Amazonas (xisto devoniano da formação Curuá no Pará, Amazonas e Amapá).

### Jazida de xisto na Argentina
A maior reserva de xisto argentino está em Vaca Muerta ( Bacia de Neuquén ).

### Jazida de xisto nos Estados Unidos

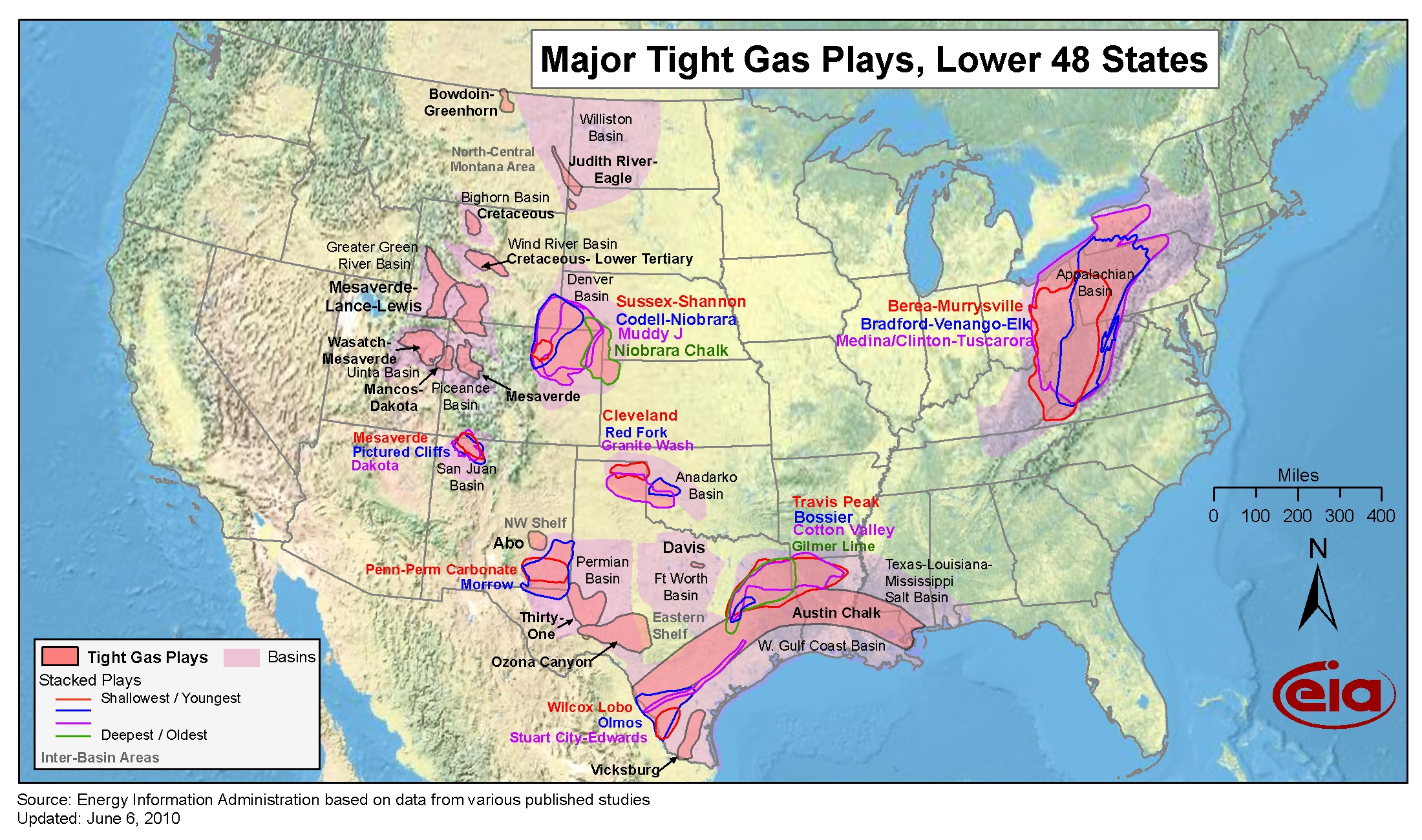
Áreas de produção de gás de xisto nos Estados Unidos.

A maior reserva de xisto americano é a formação de Green River que se estende entre três estados americanos Colorado, Wyoming, e Utah. Temos ainda jazida em Mowry, Niobrara, Baxter, Mancos, Monterey, McClure, Cane Creek, Hovenweep Lewis e Mancos, Pierre, Palo Duro, Barnett, Pearsall, Woodford, Haynesville/ Bossier, Caney and Woodford, Fayetteville, Floyd e Conasauga/Neal, Chattanooga, Huron, Marcellus, Utica, Horton Bluff, Antrim, New Albany, Excello/Mulky, Bakken, Gammon.

## Gás de Xisto por país
A tabela abaixo é baseada em dados recolhidos pela agência Administrativa de Informação sobre Energia do Departamento de Energia dos Estados Unidos.
| Item | País           | Estimativa tecnicamente recuperável de gás de xisto (Trilhão pés cúbicos) | As reservas comprovadas de gás natural de todos os tipos (Trilhão pés cúbicos) | Ano  |
| ---- | -------------- | ------------------------------------------------------------------------- | ------------------------------------------------------------------------------ | ---- |
| 1    | China          | 1,115                                                                     | 124                                                                            | 2013 |
| 2    | Argentina      | 802                                                                       | 12                                                                             | 2013 |
| 3    | Argélia        | 707                                                                       | 159                                                                            | 2013 |
| 4    | Estados Unidos | 665                                                                       | 318                                                                            | 2013 |
| 5    | Canadá         | 573                                                                       | 68                                                                             | 2013 |
| 6    | México         | 545                                                                       | 17                                                                             | 2013 |
| 7    | África do Sul  | 485                                                                       | -                                                                              | 2013 |
| 8    | Austrália      | 437                                                                       | 43                                                                             | 2013 |
| 9    | Rússia         | 285                                                                       | 1,688                                                                          | 2013 |
| 10   | Brasil         | 245                                                                       | 14                                                                             | 2013 |
| 11   | Indonésia      | 580                                                                       | 150                                                                            | 2013 |

## Compostos químicos usados na extração do gás de xisto
Parte dos compostos químicos atualmente usados na extração do gás de xisto está sob segredo industrial, o que tem gerado incerteza e preocupações sobre seus possíveis impactos ambientais. [carece de fontes?] Entre 2005 e 2009, os mais usados, como aditivos do fluido do fraturamento hidráulico, foram:
1. Metanol (álcool metílico)
2. Isopropanol (álcool isopropílico, Propan-2-ol)
3. Sílica cristalina - de quartzo (SiO2)
4. Etileno-glicol de éter monobutílico (2-butoxietanol)
5. Etileno-glicol (1,2-etanodiol)
6. Destilados de petróleo leve tratados com hidrogénio
7. Hidróxido de sódio (soda cáustica).

A Tabela 1 lista esses produtos químicos tóxicos e sua frequência de uso.
| Componente de Química | Categoria de Risco                        | Freqüência de uso |
| --- | ----------------------------------------- | ----------------- |
| Metanol (álcool metílico)                                                                                                  | Pol. Atm. Perig.                          | 342               |
| Etileno-glicol (1,2-etanodiol)                                                                                             | Pol. Atm. Perig.                          | 119               |
| Diesel | Subst. canc. Quí. regul. Pol. Atm. Perig. | 51                |
| Naftalina | Subst. canc. Pol. Atm. Perig.             | 44                |
| Xileno | Quí. regul. Pol. Atm. Perig.              | 44                |
| Cloreto de hidrogénio (ácido clorídrico)                                                                                   | Pol. Atm. Perig.                          | 42                |
| Tolueno | Quí. regul. Pol. Atm. Perig.              | 29                |
| Etilbenzeno | Quí. regul. Pol. Atm. Perig.              | 28                |
| Dietanolamina (2,2-iminodietanol)                                                                                          | Pol. Atm. Perig.                          | 14                |
| Formaldeído | Subst. canc. Pol. Atm. Perig.             | 12                |
| Ácido sulfúrico | Subst. canc.                              | 9                 |
| Tioureia | Subst. canc.                              | 9                 |
| Cloreto de benzil | Subst. canc. Pol. Atm. Perig.             | 8                 |
| Cumeno | Pol. Atm. Perig.                          | 6                 |
| Ácido nitrilotriacético | Subst. canc.                              | 6                 |
| Dimetil formamida | Pol. Atm. Perig.                          | 5                 |
| Fenol | Pol. Atm. Perig.                          | 5                 |
| Benzeno | Subst. canc. Quí. regul. Pol. Atm. Perig. | 3                 |
| Di (2-etilhexil) ftalato                                                                                                   | Subst. canc. Quí. regul. Pol. Atm. Perig. | 3                 |
| Acrilamida | Subst. canc. Quí. regul. Pol. Atm. Perig. | 2                 |
| Fluoreto de hidrogênio (ácido fluorídrico)                                                                                 | Pol. Atm. Perig.                          | 2                 |
| Anidrido ftálico | Pol. Atm. Perig.                          | 2                 |
| Acetaldeído | Subst. canc. Pol. Atm. Perig.             | 1                 |
| Acetofenona | Pol. Atm. Perig.                          | 1                 |
| Cobre | Quí. regul.                               | 1                 |
| Óxido de etileno | Subst. canc. Pol. Atm. Perig.             | 1                 |
| Chumbo | Subst. canc. Quí. regul. Pol. Atm. Perig. | 1                 |
| Óxido de propileno | Subst. canc. Pol. Atm. Perig.             | 1                 |
| p-Xileno | Pol. Atm. Perig.                          | 1                 |
| Nota |                                           |                   |
| Subst. canc. - Substâncias cancerígenas Quí. regul. - Química regulada Pol. Atm. Perig. - Poluentes Atmosféricos Perigosos |                                           |                   |

## Impactos ambientais da extração do gás de xisto
A extração e uso do gás do xisto pode produzir danos ambientais decorrentes do vazamento de produtos químicos utilizados na extração, incluindo a contaminação das águas superficiais e subterrâneas, além da  liberação de gases de efeito estufa durante a extração e da poluição causada pelo processamento inadequado do gás natural. A dificuldade de evitar a poluição  deve-se sobretudo à grande variação das características da extração, mesmo entre os poços de um mesmo projeto. Assim, os processos que reduzem significativamente a poluição em uma extração podem não ser suficientes em outra.
Em 2013, o Parlamento Europeu tornou não obrigatória a avaliação de impacto ambiental  para as atividades de exploração do gás do xisto, que passaram a ser sujeitas às mesmas regras de extração de outros gases .

### Emissões e tremores
Em maio de 2010, o Conselho dos Presidentes de Sociedades Científicas, entidade que congrega cerca de 1,4 milhão de cientistas, alertava em carta ao presidente Obama que a política nacional de incentivo ao gás de xisto seria temerária, dada a falta de maior embasamento científico, e que a atividade poderia ter um impacto no aquecimento global bem maior do que o anteriormente estimado.
De fato, em fins de 2010, a Agência de Proteção Ambiental Norte-americana, em seu relatório de atualização sobre as emissões de gases de efeito estufa da indústria de óleo e gás nacional concluía que a extração de gás de xisto emite mais metano que a extração do gás convencional.
No ano seguinte, um estudo publicado na Climatic Change Letters, previsível e vigorosamente contestado pela indústria, aponta que a produção de eletricidade com gás de xisto emite tanto ou mais gases de efeito estufa ao longo de seu ciclo produtivo quanto àquela baseada em gás ou carvão.
Pesam ainda sobre a atividade a suspeita de ter culpa no cartório no aumento significativo na frequência de tremores de intensidade igual ou superior a 3 na escala Richter na região central do continente norte-americano. O serviço geológico dos Estados Unidos, coletando dados desde 2001, concluiu que a atividade sísmica na região, em 2011, seria seis vezes superior à média do século XX.
Um pesquisador do Centro para Pesquisa e Informação sobre Terremotos dos EUA, da Universidade de Memphis, opina que a injeção de água em falhas geológicas tende a causar sismos devido ao escorregamento das mesmas. Há pelo menos um caso de sismo inequivocamente relacionado à extração de gás de xisto, no noroeste da Inglaterra, em 2011. Ele levou a empresa Cuadrilla Resources a suspender todas as suas operações.[carece de fontes?]